# 月に咲く花の如く
『月に咲く花の如く』（つきにさく はなのごとく、原題：那年花開月正圓）は、2017年に放送された全74回の 中国のテレビドラマ 。清朝末期の実在の商人であるヒロイン 周瑩 （しゅう えい）役をスン・リーが演じ、相手役をピーター・ホーとチェン・シャオが演じた。
テレビ放送では第2回から最終回まで視聴率第1位を記録し、インターネット上の動画配信回数では136億回を超え歴代1位の総視聴回数を記録した。
 第31回飛天賞 で最優秀歴史劇の一つとして受賞し、スン・リーが最優秀女優賞を受賞した。

## 登場人物

### 主要人物
周瑩 （しゅう えい）
演：スン・リー
本作の主人公。大道芸人の養女。商人になる。
沈星移（しん せいい）
演：チェン・シャオ
沈家の当主の次男。
呉聘（ご へい）
演：ピーター・ホー
呉家東院の当主の一人息子。
杜明礼（と めいれい）
演： ユー・ハオミン 
表向きは皇商「隆昇和」の主人だが、裏では皇族・載漪貝勒の手先として暗躍する。
趙白石（ちょう はくせき）
演： レン・ジョン 
県令。

### 沈家
沈四海（しん しかい）
演：ツェー・クワンホウ
沈家の当主。星移の父。
沈月生（しん げっせい）
演： リー・ジエ 
沈家の長男。星移の兄。殺される。

### 呉家東院
呉蔚文（ご いぶん）
演： チャン・チェングアン 
呉家東院の当主。呉聘の父。
王世均（おう せいきん）
演： リー・ザーフォン 
呉家東院の中にある私塾の生徒。

### 呉家西院
呉漪（ご い）
演： ツォン・チー 
呉家西院の当主の長女。
呉沢（ご たく）
演： チャン・ティエンヤン 
呉家西院の当主の長男。呉漪の兄。

### 胡家
胡詠梅（こ えいばい）
演：ミョーリー・ウー
古月薬材店の主人の娘。
胡志存（こ しそん）
演：シェン・バオピン
古月薬材店の主人。詠梅の父。

### その他の人物
周老四（しゅう ろうし）
演： リウ・ペイチー 
周瑩の養父。大道芸人。
愛新覚羅載漪（あいしんかくら さいい）
演 - シー・シャオマン
貝勒 →郡王
皇族。政敵である左大人の権勢をそぐため、資金源となっている呉家東院を味方に付けるよう杜明礼に指示したが、呉蔚文が左大人への義理を優先したため、呉家を敵視するようになる。

## 製作
スー・シャオユエンが脚本を書き、 ディン・ヘイ が演出した。
清朝末期当時の街並みを再現するために、広さ5万平方メートルの撮影用セットを作り、製作費の総額は日本円に換算して68億円に及んだ。せりふの音声録音は演じた各俳優の本人の声によるもので、中国のテレビドラマでみられるせりふの吹替え録音は採用しなかったという。ヒロイン 周瑩 （しゅう えい）役には、2011年末から2012年にかけて放送された主演作『宮廷の諍い女』で高く評価されたスン・リーが起用された。スン・リーは毎回冒頭に流れる主題曲「忘不掉」も歌っている。

## 放送・配信
2017年8月30日から2017年10月8日まで放送された。全74回。毎回45分。中国におけるインターネットの動画配信は大手の配信サイトであるテンセントだけが配信した。
日本では2018年にチャンネル銀河で放送され、2020年にBS11で放送された。2020年末から2021年にかけてはサンテレビやテレQなどで放送された。テレQでは全66話に編集して放送した。
日本のインターネットの動画配信サイトではAmazon prime, Rakuten TV, U-NEXT, GYAOストア、ビデオマーケットなどで配信された。

## 評価

### 視聴率・配信回数
テレビ放送では第2回から最終回まで視聴率第1位を記録し、インターネット上の動画配信回数では136億回を超え歴代1位の総視聴回数を記録した。

### 受賞
第31回飛天賞 で最優秀歴史劇の一つとして受賞し、スン・リーが最優秀女優賞を受賞した。2018年度中国電視劇品質盛典で最優秀作品賞を受賞し、同時に最優秀演出賞、最優秀脚本賞、最優秀女優演技賞、インターネット話題賞、人気スター賞、タレントパワー賞（男優部門、女優部門）、最優秀飛躍演技賞、最優秀ベテラン演技賞を各担当者と各演技者が受賞した。